# Vavá
Vavá, rodným jménem Edvaldo Izídio Neto (12. listopadu 1934, Recife – 19. ledna 2002, Rio de Janeiro) byl brazilský fotbalista.
Hrával na pozici útočníka. S brazilskou reprezentací se stal dvakrát mistrem světa, ve Švédsku 1958 a v Chile 1962. V Chile se přitom dostal do all-stars týmu turnaje a spolu s Albertem, Garrinchou, Ivanovem, Jerkovićem a Sánchezem se stal se čtyřmi brankami nejlepším střelcem šampionátu. Přitom už na předchozím mistrovství ve Švédsku vstřelil 5 branek. Stal se také prvním fotbalistou, který vstřelil gól ve dvou finálových utkáních mistrovství světa (po něm se to podařilo jen Pelému, Paulu Breitnerovi a Zinedinu Zidanovi). Celkem za národní tým odehrál 20 utkání, v nichž vstřelil 15 gólů. Po skončení hráčské kariéry se stal trenérem.